# Frisiska öarna

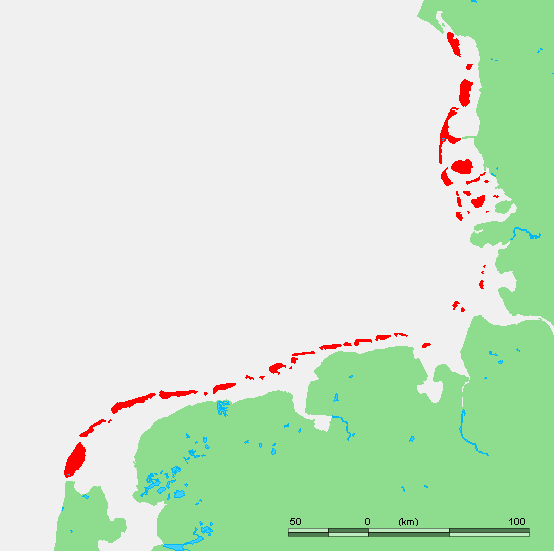
Frisiska öarna sträcker sig från Danmark ner mot den nederländska regionen Holland.

Frisiska öarna är en ögrupp vid Nordsjökusten. Mellan öarna och fastlandet ligger Vadehavet. Öarna sträcker sig från södra Jylland i Danmark via Tyskland till Noord-Holland i Nederländerna, med ett avbrott runt Elbes mynning.
De frisiska öarna delas in i följande tre mindre ögrupper:
- Nordfrisiska öarna utanför danska och tyska kusten. Bland öarna kan nämnas Fanø, Rømø, Sylt, Föhr och Amrum. Det finns dessutom ett antal holmar, så kallade halligar.
- Ostfrisiska öarna utanför tyska kusten, mellan Ems och Wesers mynningar. Dessa utgör en del av det historiska landskapet Ostfriesland i delstaten Niedersachsen. Bland öarna kan nämnas Borkum, Norderney, Langeoog, Baltrum, Juist, Spiekeroog och Wangerooge.
- Västfrisiska öarna ligger utanför den nederländska kusten, mellan den nederländska provinsen Noord-Holland till vilken ön Texel hör i väst och floden Ems mynning i öst. Öarna  Vlieland, Terschelling, Griend, Ameland , Schiermonnikoog hör till Friesland, Rottum hör till provinsen Groningen.